# Endkorrektur der Resonatorlänge
Die Endkorrektur der Resonatorlänge ist ein Begriff aus der Wellenphysik.  Sie ist auch für die Abstimmung mancher Musikinstrumente von Bedeutung.

## Vorgang
Resonatoren besitzen für Schallwellen eine feste berechenbare Grundfrequenz. Diese hängt bei Röhren von deren Länge L ab. Bei einem einseitig offenen Rohr muss noch eine kleine Strecke, die sogenannte End- oder Mündungskorrektur ΔL addiert werden, um die für die Resonanz wirksame Rohrlänge zu erhalten. Das bedeutet für alle einseitig oder doppelseitig offenen Resonatoren, dass sie um diese einheitliche End-Korrektur-Strecke ΔL  verkürzt werden müssen, um die gewünschte Tonhöhe zu erreichen.

## Physikalische Deutung
In einem Rohr mit einer Öffnung können sich stehende Wellen ausbreiten, die auch am offenen Rohrende reflektieren. Im Innern des Rohres breitet sich eine hin und her laufende ebene Welle aus, die aber am Rohrende als Kugelwelle in den Außenraum dringt. Dort wird sie reflektiert und läuft in das Rohr zurück. Diese Reflexion ist unvollständig, weil ein Teil der Schallenergie abgegeben wird. Die Schallausbreitung verhält sich insgesamt so, als wenn die Reflexion an der Stelle ΔL vom Rohrende entfernt stattfindet. Deshalb muss der Wert für die wirksame Rohrlänge um die Strecke ΔL erhöht werden. Diese Korrektur hängt überwiegend vom Radius R des Rohres ab, ist aber für alle Rohrlängen und Frequenzen gleich groß.
Berechnungen ergaben unterschiedliche Werte für ΔL: Hermann von Helmholtz fand 1859 einen Wert von π/4 R, John William Strutt, 3. Baron Rayleigh, berechnete 1894 eine Korrektur von 0,82 R, Harold Levine und Julian Schwinger erhielten 1948 einen Wert von 0,61 R. Dieser wurde auch durch Experimente bestätigt.

## Anwendung
Die Korrektur muss an jeder Öffnung eines Resonators angebracht werden. Sie gilt auch für den Helmholtz-Resonator. Musikinstrumente, die Röhren benutzen, sind beispielsweise Marimba, Flöten und Orgelpfeifen.